# 2-苄基哌啶
2-苄基哌啶（英语：2-Benzylpiperidine）是哌啶类的兴奋剂药物。它在结构上与哌甲酯和2-二苯甲基哌啶等其他药物相似，但效力大约是其二十分之一。虽然它能将去甲肾上腺素水平提高到与右旋苯丙胺大致相同的程度，但它对多巴胺水平的影响非常小，其对多巴胺转运蛋白的结合亲和力比去甲肾上腺素转运蛋白低约175倍。2-苄基哌啶很少用作兴奋剂，它主要用作制造其他药物的合成中间体。